# Torre Vado
Torre Vado è una frazione di 83 
abitanti appartenente al comune di Morciano di Leuca in provincia di Lecce.
Situata nel basso Salento, a poca distanza da Santa Maria di Leuca, è una rinomata località balneare del litorale ionico salentino.
La costa è caratterizzata da basse scogliere. Il centro abitato si è sviluppato intorno al piccolo porto prevalentemente negli ultimi decenni, sulla spinta dell'edilizia turistica. 

## Toponomastica
La località prende il nome dall'omonima torre di avvistamento. "Vado" deriverebbe dal latino "vadum" (guado), per la costa facilmente accessibile dal mare, o secondo un'altra ipotesi, dallo spagnolo "ovado", ossia luogo dove i pesci depositavano le uova. In una pubblicazione del 1619 (Descrittione del Regno di Napoli) appare però con il nome di "Torre Mattefante".

## Torre di avvistamento
Torre Vado è una delle numerose torri di avvistamento costiere fatte costruire nel XVI secolo da Carlo V per difendere il territorio salentino dalle invasioni dei pirati Saraceni. La torre di guardia si trova sulla costa a pochi metri dal mare ed è attualmente circondata da alcuni edifici costruiti in epoche più recenti. Per la sua vicinanza con il centro abitato di Salve era stata adibita a torre cavallara, cioè era dotata di un messaggero a cavallo che in caso di pericolo partiva per avvertire i paesi dell'entroterra.
La torre a base circolare si sviluppa su due piani e presenta finestre e feritoie nella parte superiore. È servita da una scala di accesso.
Con il disarmo delle torri costiere, avvenuto intorno al 1846 su disposizione di Ferdinando II Re delle Due Sicilie, la torre è stata adibita a stazione di controllo doganale. Nel 1930 venne acquistata da privati e nel 1935 fu restaurata.